# Instant Gratification
Instant Gratification — шестой студийный альбом американской постхардкор-группы Dance Gavin Dance, выпущенный 14 апреля 2015 года на лейбле Rise Records. Альбом является продолжением пятого студийного альбома группы, Acceptance Speech (2013), и первым релизом после ухода гитариста Джоша Бентона, который присоединился к группе в качестве сессионного участника в 2013 году и покинул её в следующем году. В альбом также вернулся продюсер Крис Крамметт, который продюсировал все предыдущие студийные альбомы группы, кроме Acceptance Speech.
Продвижению альбома способствовал лид-сингл «On the Run», который был выпущен 12 февраля 2015 года. «We Own the Night» был выпущен в качестве второго сингла 12 марта. Третий сингл, «Stroke God, Millionaire», был выпущен 2 апреля. Четвёртый и последний сингл, «Eagle vs. Crows», был выпущен 7 апреля. В поддержку альбома группа отправилась в турне Instant Gratification Tour по Северной Америке, Австралии и Европе, а также гастролировала в качестве поддержки с другими группами, такими как Memphis May Fire. 26 июля 2019 года группа выпустила инструментальную версию альбома на платформах потокового вещания и цифрового скачивания.

## Отзывы
| Совокупная оценка | Совокупная оценка |
| Источник          | Оценка            |
| ----------------- | ----------------- |
| Metacritic        | 76/100            |
| Оценки критиков   |                   |
| Источник          | Оценка            |
| Exclaim!          | [ 7 ]             |
| Sputnikmusic      | [ 8 ]             |
| FDRMX             | [ 9 ]             |
| Absolutepunk      | [ 10 ]            |

Альбом получил положительные отзывы музыкальной критики и интернет-изданий.
В Allmusic отметили, что «Шестой студийный лонгплей пост-хардкорщиков из Сакраменто, Instant Gratification, выпущенный на лейбле Rise Records, также является первым за последние восемь лет релизом Dance Gavin Dance, на котором присутствует та же пара вокалистов, что и в предыдущем альбоме (Jon Mess и Tilian Pearson использовали свои таланты в альбоме Acceptance Speech 2013 года). Спродюсированный Крисом Крамметтом, 12-трековый набор, включающий синглы „On the Run“ и „We Own the Night“, также включает в себя участие гитариста Strawberry Girls Закари Гаррена, гитариста Secret Band Мартина Бьянкини и гитариста и участника тура Hail the Sun Арика Гарсии».
Бранан Ранджанатан из Exclaim! назвал альбом «кульминацией роста группы за эти годы», написав далее, что группе удалось «превзойти самих себя… использовав все самые сильные стороны своих предыдущих записей». Sputnikmusic оценил альбом в 3,7 балла из 5, или «Отлично», по пользовательской системе, причём в одной из рецензий на сайте отмечалось, что чем больше вы слушаете альбом, тем больше удовольствия он приносит слушателю. Аналогично, Марк Джонсон из FDRMX поставил альбому 4,5 балла из 5, сказав, что «этот альбом напоминает нам, насколько весёлой может быть музыка». В другой сильной рецензии Стив Алкала из Absolutepunk сказал, что альбом «ощущается как сильное возвращение к форме для группы, которая хорошо настроена на свой собственный звук и ауру», отметив, что многочисленные изменения состава, которые группа пережила, очевидны в музыке за 10 лет существования.

## Список композиций
| №                   | Название                  | Длительность |
| ------------------- | ------------------------- | ------------ |
| 1.                  | «We Own the Night»        | 3:25         |
| 2.                  | «Stroke God, Millionaire» | 3:10         |
| 3.                  | «Something New»           | 3:56         |
| 4.                  | «On the Run»              | 4:13         |
| 5.                  | «Shark Dad»               | 3:32         |
| 6.                  | «Awkward»                 | 4:01         |
| 7.                  | «The Cuddler»             | 2:33         |
| 8.                  | «Legend»                  | 3:24         |
| 9.                  | «Eagle vs. Crows»         | 2:56         |
| 10.                 | «Death of a Strawberry»   | 4:10         |
| 11.                 | «Variation»               | 3:58         |
| 12.                 | «Lost»                    | 3:29         |
| Общая длительность: | Общая длительность:       | 42:49        |

Замечание
- Трек 10 во внутренней аннотации к альбому значится как «Death of the Strawberry Swisher»[12].

## Чарты
Instant Gratification дебютировал и занял 32-е место в американском чарте альбомов Billboard 200, 15-е место в чарте цифровых альбомов Billboard Digital Albums, 2-е место в чартах Billboard Hard Rock и Top Rock Album, а также возглавил чарт независимых альбомов Billboard Independent Albums. За первую неделю продаж в США альбом разошёлся тиражом 15 000 копий. Это стало самым продаваемым альбомом группы до выхода следующего альбома Mothership, который разошёлся тиражом более 19 000 копий.
| Чарт (2013)         | Высшая позиция |
| ------------------- | -------------- |
| США (Billboard 200) | 32             |